# Chasse au rhinocéros à Budapest

Chasse au rhinocéros à Budapest (titre original : Rhinoceros Hunting in Budapest) est un film britannique de Michael Haussman (en) sorti en 1997.

## Fiche technique
- Production : Metropolitan Filmexport
- Musique : John Cale
- Lieu de tournage : Budapest
- Durée : 116 minutes
- Dates de sortie : 
  - États-Unis : 9 janvier 1997
  - France : 21 juillet 1999

## Distribution
- Glenn Fitzgerald
- Karine Adrover
- Ewen Bremner
- Nick Cave
- Alexei Sayle
- Ticky Holgado
- Nathanaël DeVries
- William Hootkins